# Uruguay Athletic Club
Der Uruguay Athletic Club, kurz Uruguay Athletic oder auch als American bezeichnet, war ein Fußballverein aus Montevideo in Uruguay.

## Geschichte
Der Verein, dessen Vereinsfarben schwarz und braun waren, wurde am 10. August 1898 gegründet. Er war englischen Ursprungs und entstammte dem montevideanischen Barrio Punta Carretas, in dem er auf dem vormaligen Spielfeld des Albion Football Clubs seine Heimspiele austrug. Dieser Sportplatz (Cancha de Punta Carretas) lag nahe dem heutigen Einkaufszentrum Punta Carretas Shopping am Standort der Iglesia Sagrado Corazón. Gemeinsam mit dem Albion Football Club, dem Verein Deutscher Fussball Klub sowie dem Central Uruguay Railway Cricket Club – Vorläuferverein des Club Atlético Peñarol – gehörte der Uruguay Athletic Club zu den Vereinen, die am 30. März 1900 den zunächst als The Uruguay Association Football League benannten, später in Asociación Uruguaya de Fútbol umgetauften uruguayischen Fußballverband gründeten.
Die Fußballmannschaft des Vereins war, ebenso wie die Teams der an der Entstehung des Verbandes beteiligten Vereine, Gründungsmitglied der in ihrer ersten Saison im Jahre 1900 aus vier Mannschaften zusammengesetzten uruguayischen Primera División. Uruguay Athletic gehörte der höchsten Spielklasse in den ersten vier Jahren ihres Bestehens an. Punktgleich mit dem Tabellenletzten Deutscher schloss man die Saison 1900 als Dritter der Tabelle ab. Lediglich ein Spiel konnte gewonnen werden. 1901 belegte Uruguay Athletic erneut den dritten Tabellenplatz. Nach Abschluss der Spielzeit 1902 nahm die Mannschaft des Klubs in der mittlerweile auf sechs Teilnehmer aufgestockten Liga den vierten Rang ein. 1903 wurde man Siebter und somit Letzter. In jenem Jahr endete die Zugehörigkeit des Vereins zur Primera División, da er nach der bürgerkriegsbedingten Nichtaustragung des Wettbewerbs im Jahre 1904 in der Spielzeit 1905 nicht mehr im Teilnehmerfeld vertreten war. Es wird davon ausgegangen, dass der Verein danach den Betrieb eingestellt hat.